# 17119 Алексісродрз
17119 Алексісродрз (1999 JP59, 1998 BY48, 17119 Alexisrodrz) — астероїд головного поясу, відкритий 10 травня 1999 року.
Тіссеранів параметр щодо Юпітера — 3,385.